# Huertecilla Mañas
Huertecilla Mañas, también llamado Huertecilla de Mañas, es un barrio perteneciente al distrito de Campanillas de la ciudad andaluza de Málaga, España. Según la delimitación oficial del ayuntamiento, limita al sur con el barrio de Oliveros. Se trata de un núcleo semiaislado, situado en la vega del río Campanillas.
Huertecilla Mañas es uno de los barrios periféricos de Málaga en los que se desarrolla la Fiesta de Verdiales, Bien de Interés Cultural de la categoría actividad de interés etnológico, según el gobierno autonómico. La fiesta de verdiales constituye una de las expresiones culturales de más fuerte arraigo en la provincia de Málaga y forma parte de su patrimonio inmaterial vivo. Hasta la década de 1960 los verdiales se focalizaban en los Montes de Málaga, pero a partir de esta década, con el fuerte éxodo rural, se desplazan paulatinamente a los barrios periféricos de la capital, siendo Huertecilla Mañas uno de los lugares en los que los emigrados trasmitieron la tradición a las nuevas generaciones y a las élites de la capital, de manera que la fiesta pasó a ser sentida también como propia por los malagueños.

## Transporte
En autobús queda conectado mediante las siguientes líneas de la EMT: 
| Línea | Trayecto                 | Recorrido | Frecuencia |
| ----- | ------------------------ | --------- | ---------- |
| 28    | Santa Águeda - Los Núñez | Recorrido | 85 minutos |